# Onchium metocellatum
Onchium metocellatum är en rundmaskart som beskrevs av Christian Wieser 1956. Onchium metocellatum ingår i släktet Onchium och familjen Leptolaimidae. Inga underarter finns listade i Catalogue of Life.